# Auguste Mahaut
 (mai 2010).
Si vous disposez d'ouvrages ou d'articles de référence ou si vous connaissez des sites web de qualité traitant du thème abordé ici, merci de compléter l'article en donnant les références utiles à sa vérifiabilité et en les liant à la section « Notes et références ».
Auguste Mahaut, né à Nérondes le 20 mars 1842 dans une famille de mariniers et mort à Marseilles-lès-Aubigny le 7 octobre 1930, est un navigateur français.

## Biographie
La famille Mahaut se trouvait à la tête de l’une des plus importantes flottes de la Loire.
Auguste Mahaut suivit une scolarité professionnelle en internat jusqu'à l'âge de 16 ans ; il rejoignit ensuite son père à Orléans pour exercer la même profession.
Marinier le jour, il écrivit la nuit une œuvre qui compte 56 brochures (20 000 pages au total).  Il fonda un petit journal, La Navigation par les canaux, afin de répandre ce qui fut son idée fixe : la Loire n'est pas navigable et ce sont les canaux qui doivent la remplacer. 
Il est mort à Marseilles-lès-Aubigny le 7 octobre 1930.

## Publication
Des transports fleuves et canaux, L. Larose & Forcel, 1900